# 11921 Mitamasahiro
11921 Mitamasahiro è un asteroide della fascia principale. Scoperto nel 1992, presenta un'orbita caratterizzata da un semiasse maggiore pari a 2,6918614 UA e da un'eccentricità di 0,0172486, inclinata di 14,23714° rispetto all'eclittica.